# Field holler
Per field holler, anche abbreviato holler, field call o shout, si intende un tipo di canto di lavoro, solitamente a voce sola, popolare tra gli schiavi afroamericani impegnati nei campi di lavoro (e successivamente dagli afroamericani costretti ai lavori forzati per aver trasgredito le leggi sul vagabondaggio). I field holler si diffusero principalmente tra i braccianti nei campi di cotone, di mais e nelle piantagioni di riso e zucchero e venivano usati per trasmettere il senso di angoscia provato da un uomo impegnato nel lavoro nei campi e come portatore di messaggi in codice da comunità a comunità.
La prima descrizione pervenutaci dedicata ai field holler risale al 1853 e le loro prime registrazioni risalgono agli anni 1930. L'holler è strettamente imparentato con la forma musicale del botta e risposta, le work songs e gli arhoolies. I field holler contribuì alla definizione della prima musica afroamericana, ispirando il blues e gli spiritual.
In qualche circostanza, i field holler ebbero una certa fortuna tra i coltivatori di avena bianca che erano a stretto contatto con gli schiavi neri.